# William Hall-Jones
Sir William Hall-Jones, né le 16 janvier 1851 à Folkestone en Angleterre et mort le 19 juin 1936 à Wellington en Nouvelle-Zélande, est un homme d'État néo-zélandais, seizième Premier ministre de Nouvelle-Zélande du 10 juin au 6 août 1906.

## Biographie

### Jeunesse et entrée en politique
Né William Hall Jones (sans tiret) et fils d'un ébéniste, il n'est pas scolarisé, son père l'éduquant lui-même. Il devient charpentier, et s'installe à Londres, où il se marie. Le couple émigre en Nouvelle-Zélande fin 1873, pour bénéficier de la quasi-certitude d'avoir du travail dans la jeune colonie ; ils s'établissent à Timaru, où l'épouse de William Hall Jones, Fanny, meurt d'un cancer en 1876.
En 1879, la Nouvelle-Zélande remplace son suffrage censitaire par le suffrage universel masculin, et William Hall Jones obtient ainsi le droit de vote. Il est élu au conseil municipal de Timaru, siégeant de 1884 à 1886 et de 1890 à 1892. Le 18 août 1890, il est candidat pour le tout jeune Parti libéral (gauche étatiste et progressiste) pour une élection législative partielle dans la circonscription de Timaru, qu'il remporte, entrant ainsi à la Chambre des représentants ; vers cette date, il met un tiret à son nom usuel, devenant William Hall-Jones.
Il conserve son siège aux élections législatives de novembre / décembre 1890, remportées par les libéraux ; John Ballance devient Premier ministre, et William Hall-Jones devient whip de la majorité parlementaire. En 1893, toutefois, il quitte ce poste et le parti, pour protester contre l'inaction du gouvernement sur deux mesures phares du programme libéral, qu'il soutient : diviser les grandes propriétés agricoles en petites parcelles pour favoriser l'accès des petits fermiers à la propriété, et accorder le droit de vote aux femmes. C'est ainsi comme candidat sans étiquette qu'il est réélu aux élections législatives de 1893, même si finalement les femmes ont obtenu le droit de vote juste avant ce scrutin, et qu'il siège durant toute la législature 1893-1896, soutenant toutefois le gouvernement libéral lors des votes de confiance à la Chambre,.

### Ministre puis Premier ministre
Réintégrant le parti en 1896, il est fait ministre des Affaires maritimes (transport maritime et économie de la mer) ainsi que ministre des Travaux publics par le Premier ministre Richard Seddon ; sa principale tâche est de poursuivre le développement du réseau de chemin de fer du pays. 
En 1906, le Premier ministre lui demande d'assurer l'intérim de la direction du gouvernement pendant qu'il (Richard Seddon) se rend en visite en Australie. William Hall-Jones refuse, estimant que cette fonction devrait revenir à James Carroll, mais accepte finalement à la demande de ce dernier. En juin, Richard Seddon meurt à bord du navire qui le ramène d'Australie, et le gouverneur de Nouvelle-Zélande, Lord Plunket, nomme alors William Hall-Jones Premier ministre. Il n'exerce cette fonction que pendant six semaines et demi, la cédant à Joseph Ward lorsque celui-ci revient d'un voyage à Londres. William Hall-Jones demeure ministre des Affaires maritimes et des Travaux publics dans le gouvernement Ward. 

### Ambassadeur
En 1907 il subit une grave crise cardiaque. En 1908 se rend en Angleterre pour sa convalescence. Pendant qu'il est en chemin, le haut commissaire (ambassadeur) de Nouvelle-Zélande au Royaume-Uni, William Pember Reeves, démissionne. William Hall-Jones lui succède en décembre, démissionnant alors de ses portefeuilles ministériels. 
En 1910, à Vienne, au Congrès international sur la Réfrigération, il propose un assouplissement de l'interdiction sur les importations de viande réfrigérée. Il persuade le représentant du Royaume-Uni de soutenir sa proposition, qui est alors adoptée par le congrès. Cette mesure révolutionne et dope très fortement les exportations agricoles de la Nouvelle-Zélande vers le Royaume-Uni, et William Hall-Jones la considère comme la plus grande réussite de sa carrière.
En 1910 il est fait chevalier commandeur de l'ordre de Saint-Michel et Saint-Georges, et en mai 1912 il quitte sa fonction de haut commissaire pour retourner en Nouvelle-Zélande. Y arrivant en 1913, il y est nommé membre du Conseil législatif, la chambre haute du Parlement de Nouvelle-Zélande, par le Premier ministre conservateur Bill Massey. Il meurt à son domicile à Wellington en 1936, à l'âge de 85 ans,.